# Saint-Germain-de-Vibrac
Saint-Germain-de-Vibrac ist eine französische Gemeinde mit 186 Einwohnern (Stand: 1. Januar 2022) im Département Charente-Maritime in der Region Nouvelle-Aquitaine (vor 2016 Poitou-Charentes); sie gehört zum Arrondissement Jonzac und zum Kanton Jonzac. Die Einwohner werden Saint-Germinois genannt.

## Geographie
Saint-Germain-de-Vibrac liegt etwa 78 Kilometer nordnordöstlich von Bordeaux. Nachbargemeinden von Saint-Germain-de-Vibrac sind Saint-Ciers-Champagne im Norden und Nordosten, Saint-Maigrin im Osten, Mortiers im Süden, Saint-Médard im Südwesten, Champagnac im Westen sowie Meux im Nordwesten.

## Bevölkerungsentwicklung
| Jahr                       | 1962 | 1968 | 1975 | 1982 | 1990 | 1999 | 2006 | 2019 |
| Einwohner                  | 256  | 216  | 224  | 201  | 197  | 196  | 198  | 181  |
| Quellen: Cassini und INSEE |      |      |      |      |      |      |      |      |

## Sehenswürdigkeiten
- Kirche Saint-Germain aus dem 12. Jahrhundert, Monument historique seit 2000

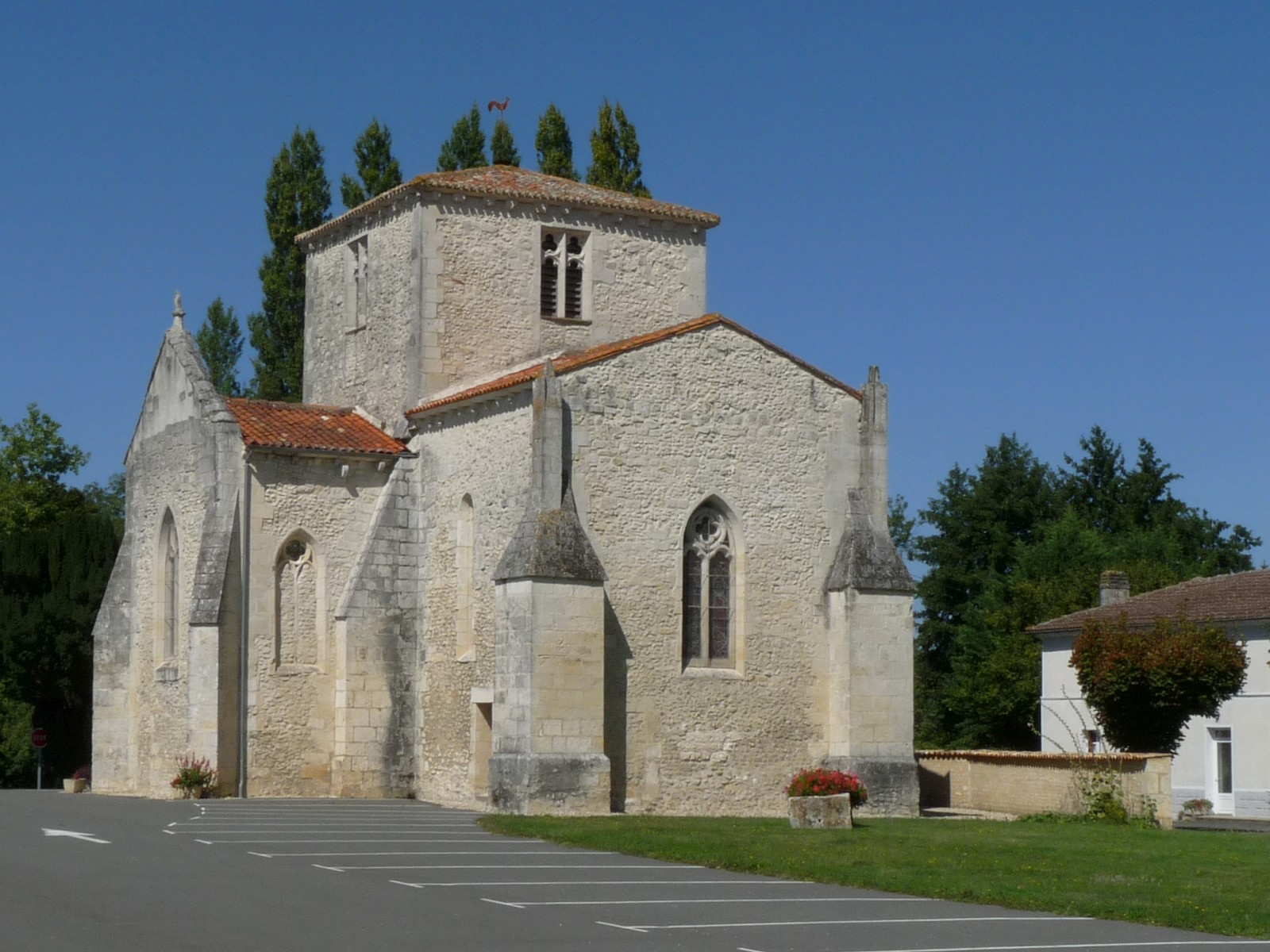
Kirche Saint-Germain